# Quarante (Hérault)
Pour les articles homonymes, voir Quarante (homonymie).
Quarante [ka.ʁɑ̃.te], en occitan Cranta ['kran.tɔ], est une commune française située dans le sud-ouest du département de l'Hérault en région Occitanie.
Exposée à un climat méditerranéen, elle est drainée par le canal du Midi, la rivière de Quarante, la Mayre Rouge, le ruisseau de Nègue Fédès, le ruisseau des Vallouvières et par divers autres petits cours d'eau. La commune possède un patrimoine naturel remarquable : un site Natura 2000 (le « Minervois ») et trois zones naturelles d'intérêt écologique, faunistique et floristique. 
Ses habitants sont appelés les Quarantais.
Quarante est une commune rurale qui compte 1 788 habitants en 2022.  Elle fait partie de l'aire d'attraction de Béziers. Ses habitants sont appelés les Quarantais ou  Quarantaises.

## Géographie

### Localisation
La commune se situe au sud-ouest du département de l'Hérault, à la limite avec l'Aude, au nord du canal du Midi.
Quarante est située à 25 kilomètres à l'ouest de Béziers et à 23 kilomètres au nord de Narbonne.

### Communes limitrophes
Les communes limitrophes sont  Capestang, Creissan, Cruzy, Cébazan, Ouveillan et Puisserguier.
|       | Cébazan          | Creissan     |
| Cruzy | Quarante         | Puisserguier |
|       | Ouveillan (Aude) | Capestang    |

Au nord-ouest, la commune de Villespassans est séparée d'une trentaine de mètres.

### Hameaux et lieux-dits
- Fargoussières (les)
- Fontanche
- Croix de Juillet (la)
- Roueïre
- Saliès
- Malviès
- Étang Fages
- Curatier
- Pech Menel
- Barrès
- Bastide Neuve (la)
- Fontcouverte

### Hydrographie
La rivière la Quarante est le principal cours d'eau qui traverse le village de Quarante.

### Climat
Pour des articles plus généraux, voir Climat de l'Occitanie et Climat de l'Hérault.
En 2010, le climat de la commune est de type climat méditerranéen franc, selon une étude s'appuyant sur une série de données couvrant la période 1971-2000. En 2020, Météo-France publie une typologie des climats de la France métropolitaine dans laquelle la commune est exposée à un climat méditerranéen et est dans la région climatique  Provence, Languedoc-Roussillon, caractérisée par une pluviométrie faible en été, un très bon ensoleillement (2 600 h/an), un été chaud (21,5 °C), un air très sec en été, sec en toutes saisons, des vents forts (fréquence de 40 à 50 % de vents > 5 m/s) et peu de brouillards.
Pour la période 1971-2000, la température annuelle moyenne est de 14,5 °C, avec une amplitude thermique annuelle de 15,9 °C. Le cumul annuel moyen de précipitations est de 662 mm, avec 6,2 jours de précipitations en janvier et 2,6 jours en juillet. Pour la période 1991-2020, la température moyenne annuelle observée sur la station météorologique la plus proche, située sur la commune d'Argeliers à 5 km à vol d'oiseau, est de 15,8 °C et le cumul annuel moyen de précipitations est de 624,7 mm,. Pour l'avenir, les paramètres climatiques de la commune estimés pour 2050 selon différents scénarios d'émission de gaz à effet de serre sont consultables sur un site dédié publié par Météo-France en novembre 2022.

### Milieux naturels et biodiversité

#### Réseau Natura 2000

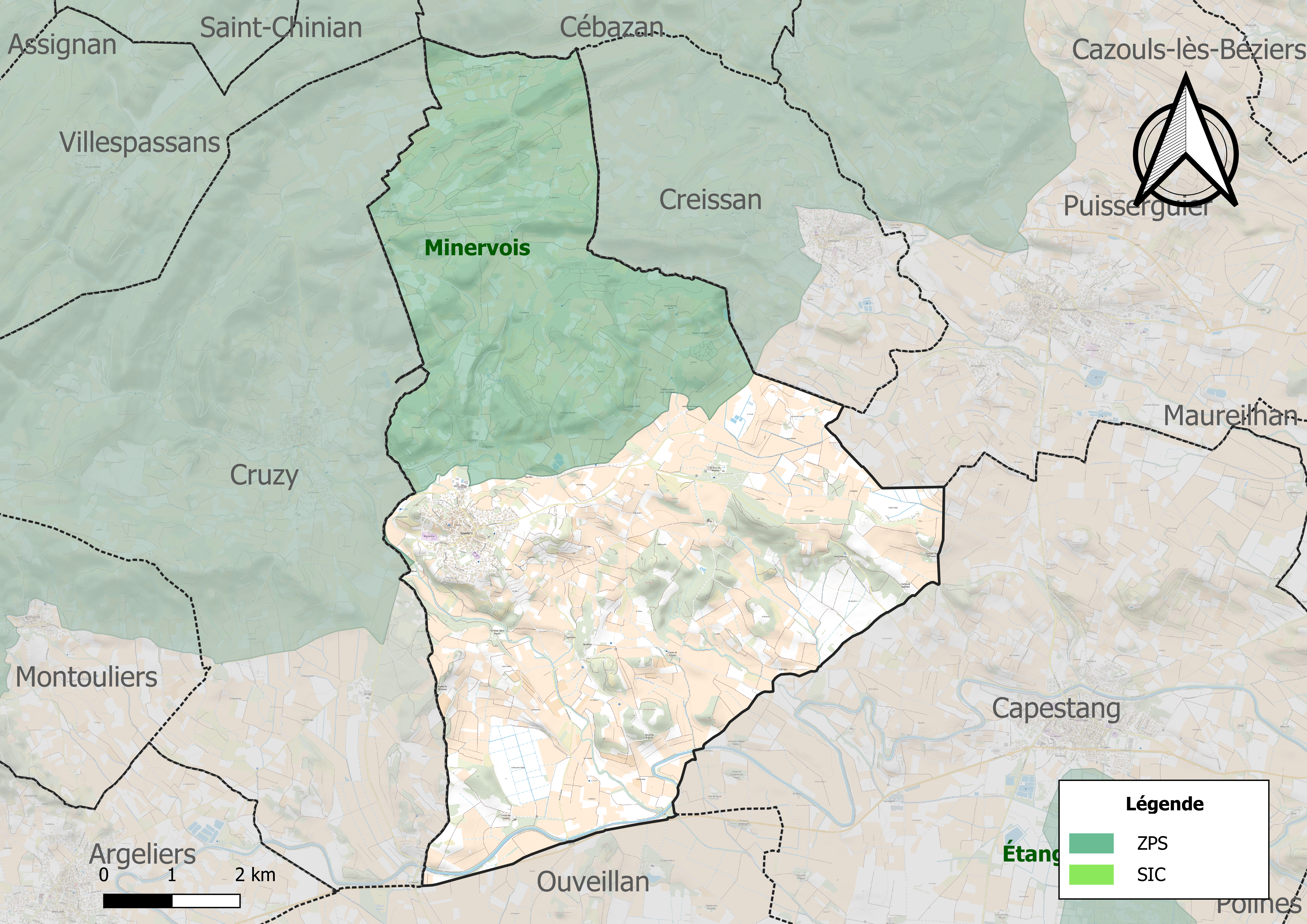
Sites Natura 2000 sur le territoire communal.

Le réseau Natura 2000 est un réseau écologique européen de sites naturels d'intérêt écologique élaboré à partir des directives habitats et oiseaux, constitué de zones spéciales de conservation (ZSC) et de zones de protection spéciale (ZPS).
Un site Natura 2000 a été défini sur la commune au titre  de la directive oiseaux : le « Minervois », d'une superficie de 24 820 ha, retenu pour la conservation de rapaces de l'annexe I de la directive oiseaux, en particulier l'Aigle de Bonelli et l'Aigle royal. Mais le Busard cendré, le Circaète Jean-le-Blanc et le Grand-Duc sont également des espèces à enjeu pour ce territoire.

#### Zones naturelles d'intérêt écologique, faunistique et floristique
L’inventaire des zones naturelles d'intérêt écologique, faunistique et floristique (ZNIEFF) a pour objectif de réaliser une couverture des zones les plus intéressantes sur le plan écologique, essentiellement dans la perspective d’améliorer la connaissance du patrimoine naturel national et de fournir aux différents décideurs un outil d’aide à la prise en compte de l’environnement dans l’aménagement du territoire.
Deux ZNIEFF de type 1 sont recensées sur la commune :
le « bois de Sériège » (95 ha), couvrant 2 communes du département et 
la « plaine agricole d'Ouveillan » (1 902 ha), couvrant 7 communes dont quatre dans l'Aude et trois dans l'Hérault
et une ZNIEFF de type 2, : 
les « Vignes du Minervois » (9 972 ha), couvrant 13 communes du département.

Carte des ZNIEFF de type 1 et 2 à Quarante.
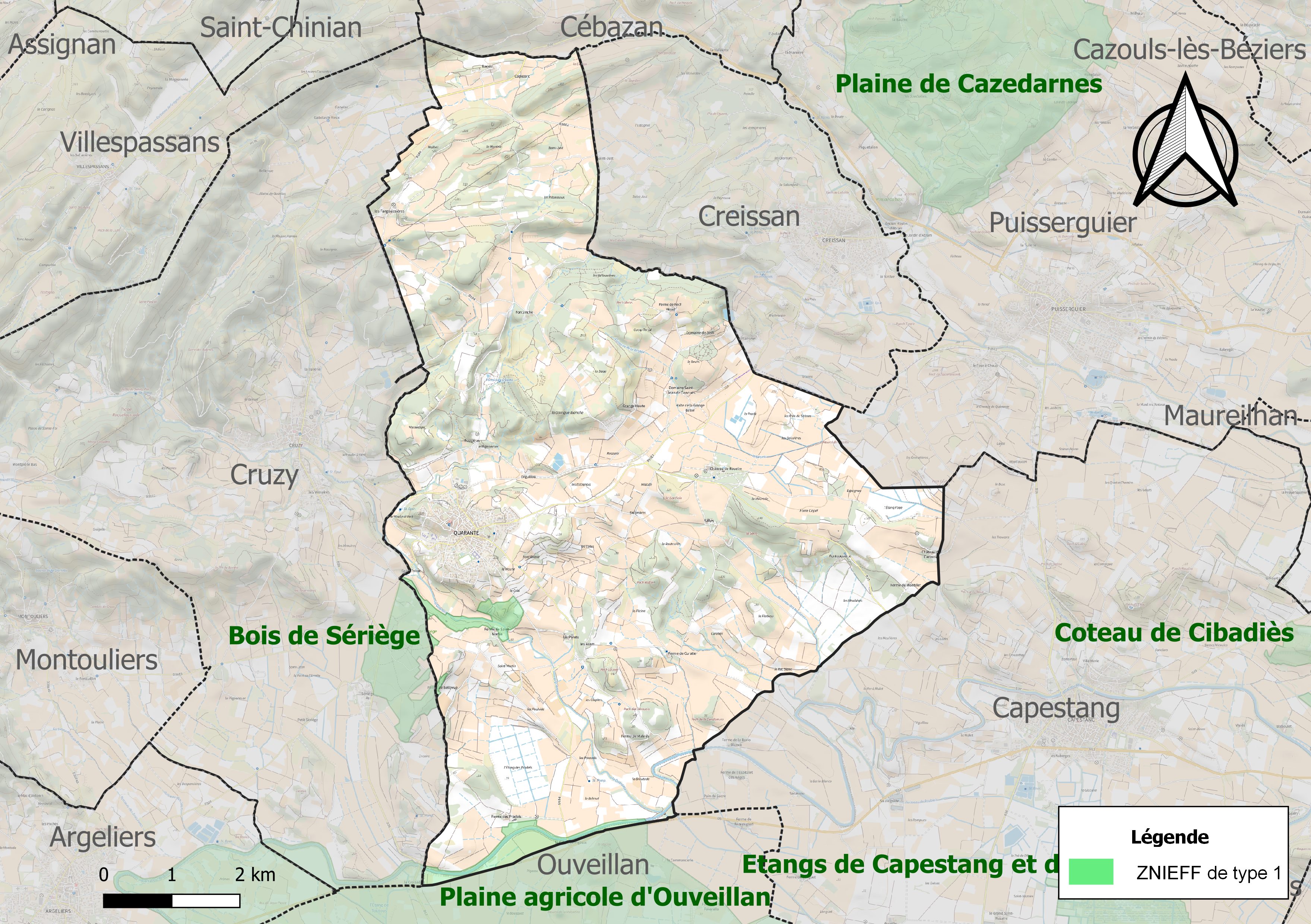
Carte des ZNIEFF de type 1 sur la commune.
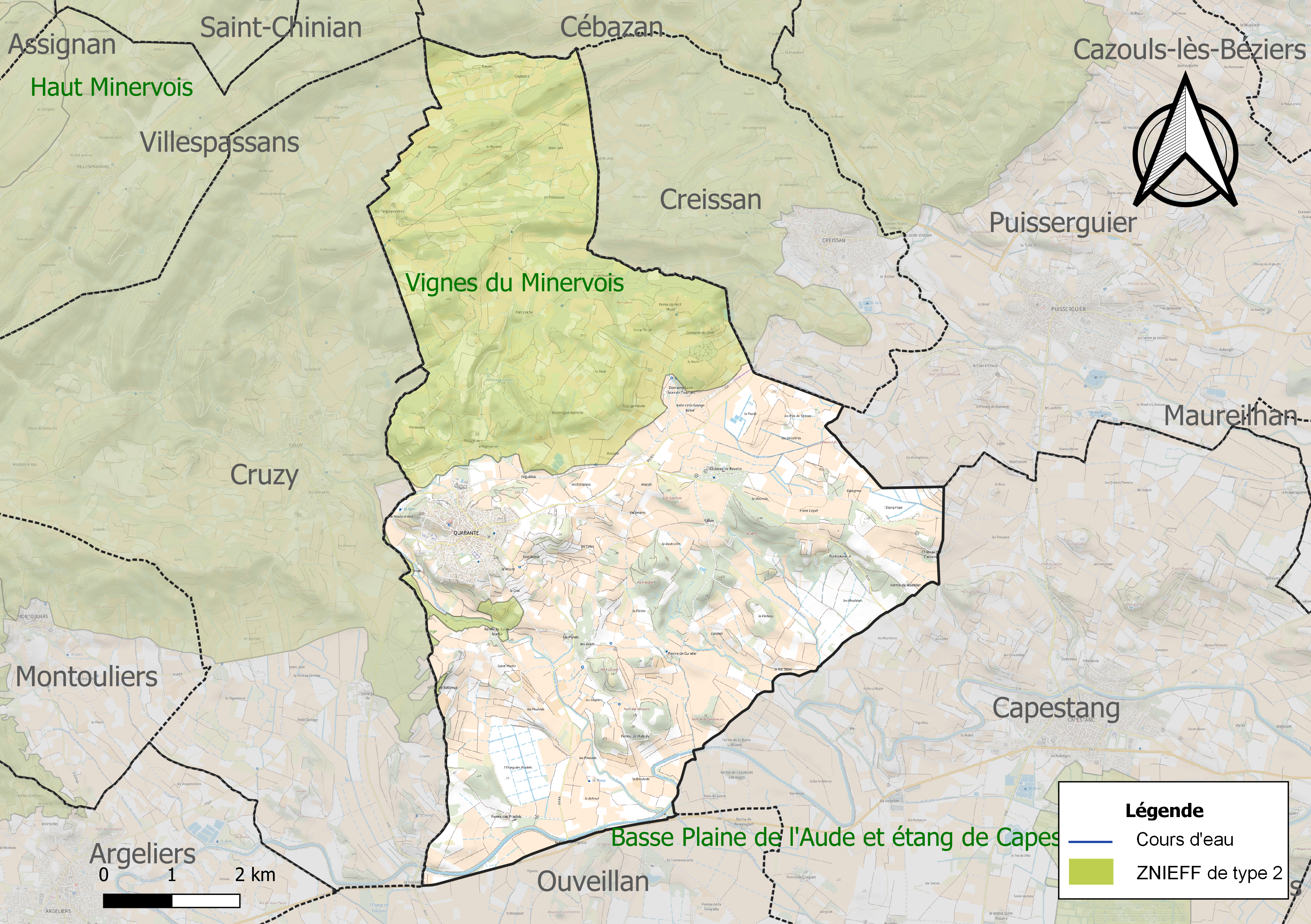
Carte de la ZNIEFF de type 2 sur la commune.

## Urbanisme

### Typologie
Au 1er janvier 2024, Quarante est catégorisée bourg rural, selon la nouvelle grille communale de densité à sept niveaux définie par l'Insee en 2022.
Elle est située hors unité urbaine. Par ailleurs la commune fait partie de l'aire d'attraction de Béziers, dont elle est une commune de la couronne,. Cette aire, qui regroupe 53 communes, est catégorisée dans les aires de 50 000 à moins de 200 000 habitants,.

### Occupation des sols
L'occupation des sols de la commune, telle qu'elle ressort de la base de données européenne d’occupation biophysique des sols Corine Land Cover (CLC), est marquée par l'importance des territoires agricoles (75,4 % en 2018), une proportion sensiblement équivalente à celle de 1990 (75,9 %). La répartition détaillée en 2018 est la suivante : 
cultures permanentes (65 %), milieux à végétation arbustive et/ou herbacée (12,2 %), forêts (9,8 %), zones agricoles hétérogènes (6,9 %), terres arables (3,6 %), zones urbanisées (2,6 %). L'évolution de l’occupation des sols de la commune et de ses infrastructures peut être observée sur les différentes représentations cartographiques du territoire : la carte de Cassini (XVIIIe siècle), la carte d'état-major (1820-1866) et les cartes ou photos aériennes de l'IGN pour la période actuelle (1950 à aujourd'hui).

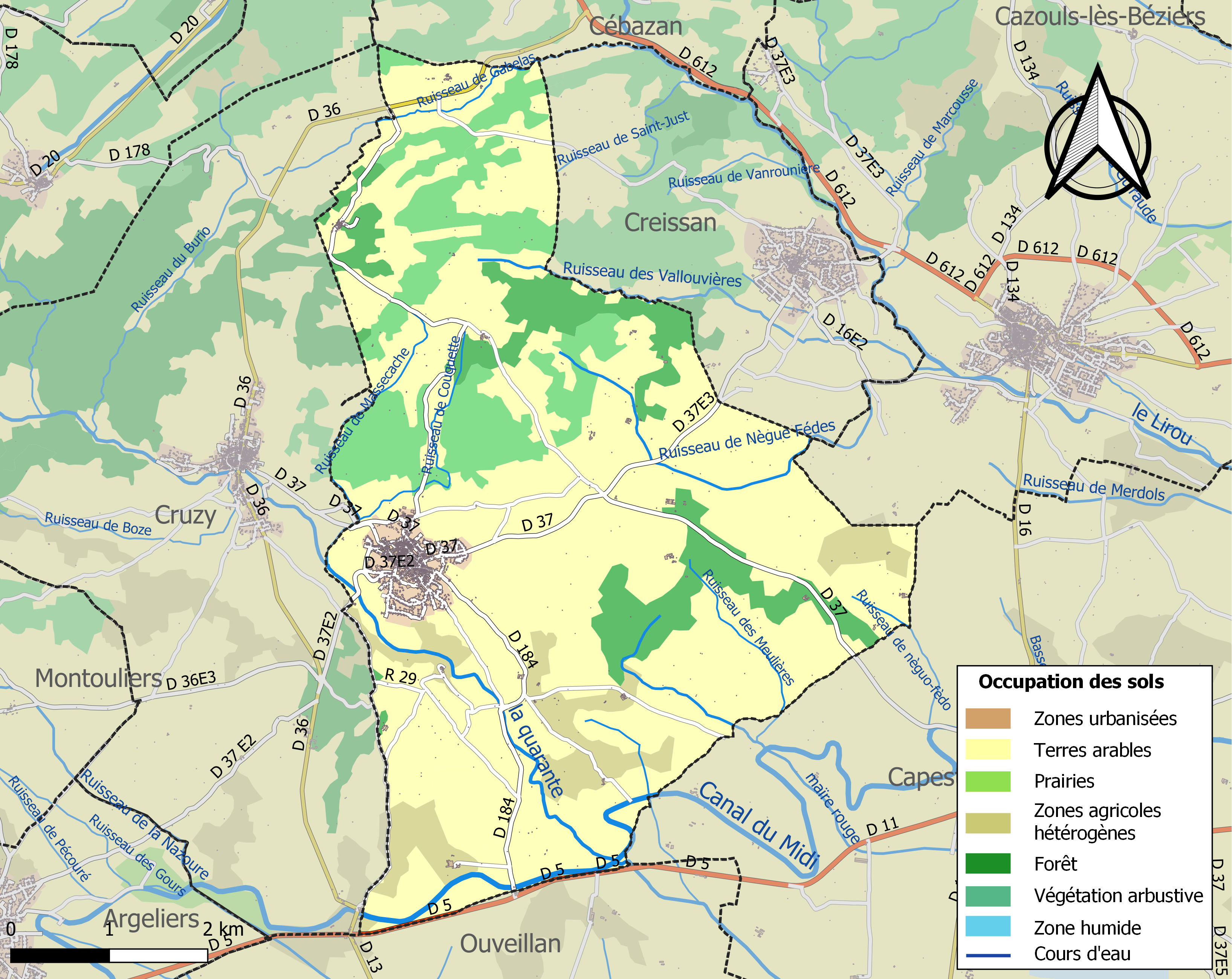
Carte des infrastructures et de l'occupation des sols de la commune en 2018 (CLC).

### Risques majeurs
Le territoire de la commune de Quarante est vulnérable à différents aléas naturels : météorologiques (tempête, orage, neige, grand froid, canicule ou sécheresse), feux de forêts et séisme (sismicité faible). Il est également exposé à un risque technologique,  le transport de matières dangereuses. Un site publié par le BRGM permet d'évaluer simplement et rapidement les risques d'un bien localisé soit par son adresse soit par le numéro de sa parcelle.

#### Risques naturels
Quarante est exposée au risque de feu de forêt. Un plan départemental de protection des forêts contre les incendies (PDPFCI) a été approuvé en juin 2013 et court jusqu'en 2022, où il doit être renouvelé. Les mesures individuelles de prévention contre les incendies sont précisées par deux arrêtés préfectoraux et s’appliquent dans les zones exposées aux incendies de forêt et à moins de 200 mètres de celles-ci. L’arrêté du 25 avril 2002 réglemente l'emploi du feu en interdisant notamment d’apporter du feu, de fumer et de jeter des mégots de cigarette dans les espaces sensibles et sur les voies qui les traversent sous peine de sanctions. L'arrêté du 11 mars 2013 rend le débroussaillement obligatoire, incombant au propriétaire ou ayant droit,.

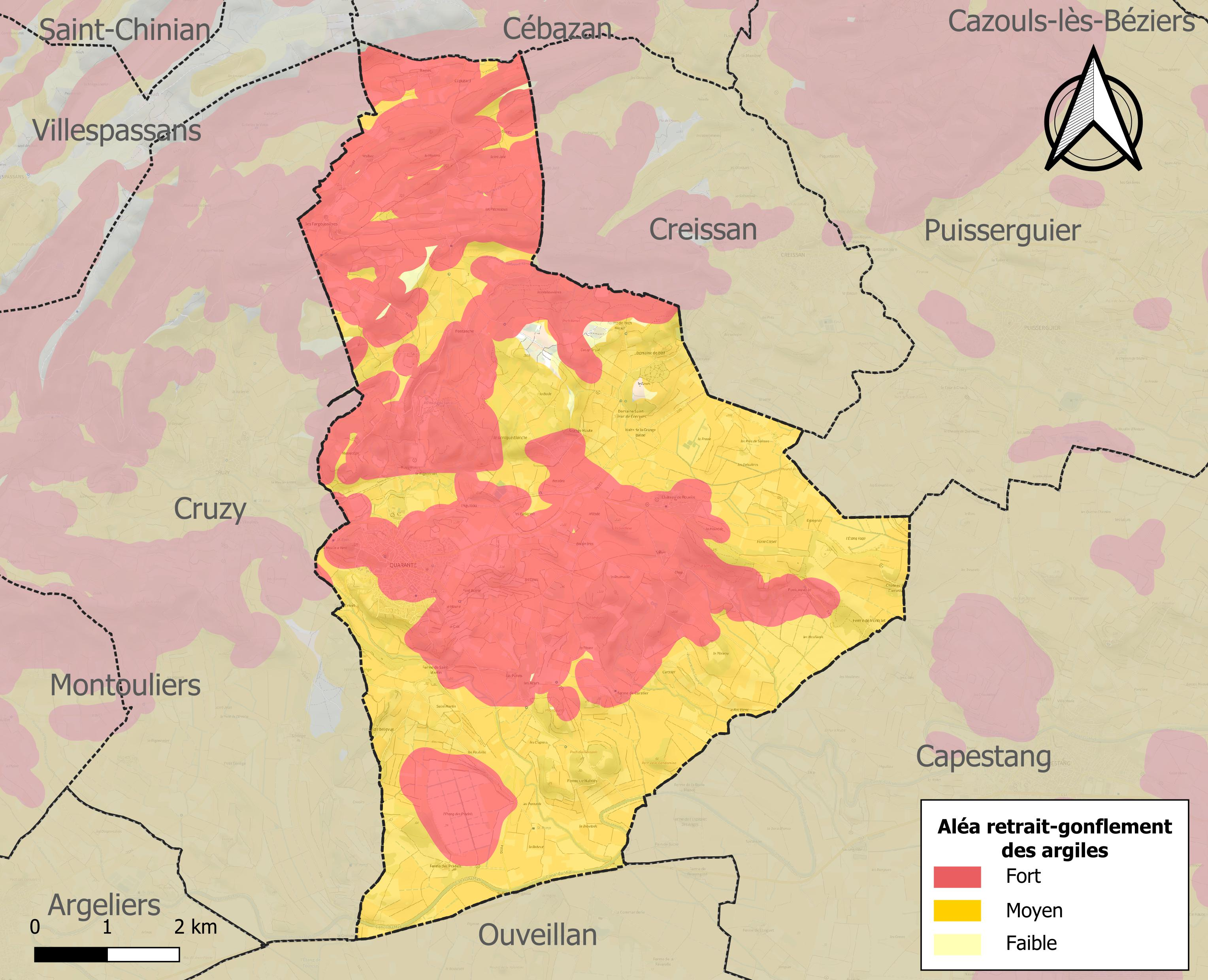
Carte des zones d'aléa retrait-gonflement des sols argileux de Quarante.

Le retrait-gonflement des sols argileux est susceptible d'engendrer des dommages importants aux bâtiments en cas d’alternance de périodes de sécheresse et de pluie. 99 % de la superficie communale est en aléa moyen ou fort (59,3 % au niveau départemental et 48,5 % au niveau national). Sur les 963 bâtiments dénombrés sur la commune en 2019, 963 sont en aléa moyen ou fort, soit 100 %, à comparer aux 85 % au niveau départemental et 54 % au niveau national. Une cartographie de l'exposition du territoire national au retrait gonflement des sols argileux est disponible sur le site du BRGM,.
Par ailleurs, afin de mieux appréhender le risque d’affaissement de terrain, l'inventaire national des cavités souterraines permet de localiser celles situées sur la commune.
La commune a été reconnue en état de catastrophe naturelle au titre des dommages causés par les inondations et coulées de boue survenues en 1982, 1987, 1992, 1996, 1999, 2000, 2003, 2014, 2018 et 2019. 

#### Risques technologiques
Le risque de transport de matières dangereuses sur la commune est lié à sa traversée par des infrastructures routières ou ferroviaires importantes ou la présence d'une canalisation de transport d'hydrocarbures. Un accident se produisant sur de telles infrastructures est susceptible d’avoir des effets graves sur les biens, les personnes ou l'environnement, selon la nature du matériau transporté. Des dispositions d’urbanisme peuvent être préconisées en conséquence.

## Toponymie
Le nom de la localité est attesté sous les formes de Vico Quadraginta en 902,  ad Quarante en 961, Caranta en 1156, de Quaranta en 1168, Crante en 1643.

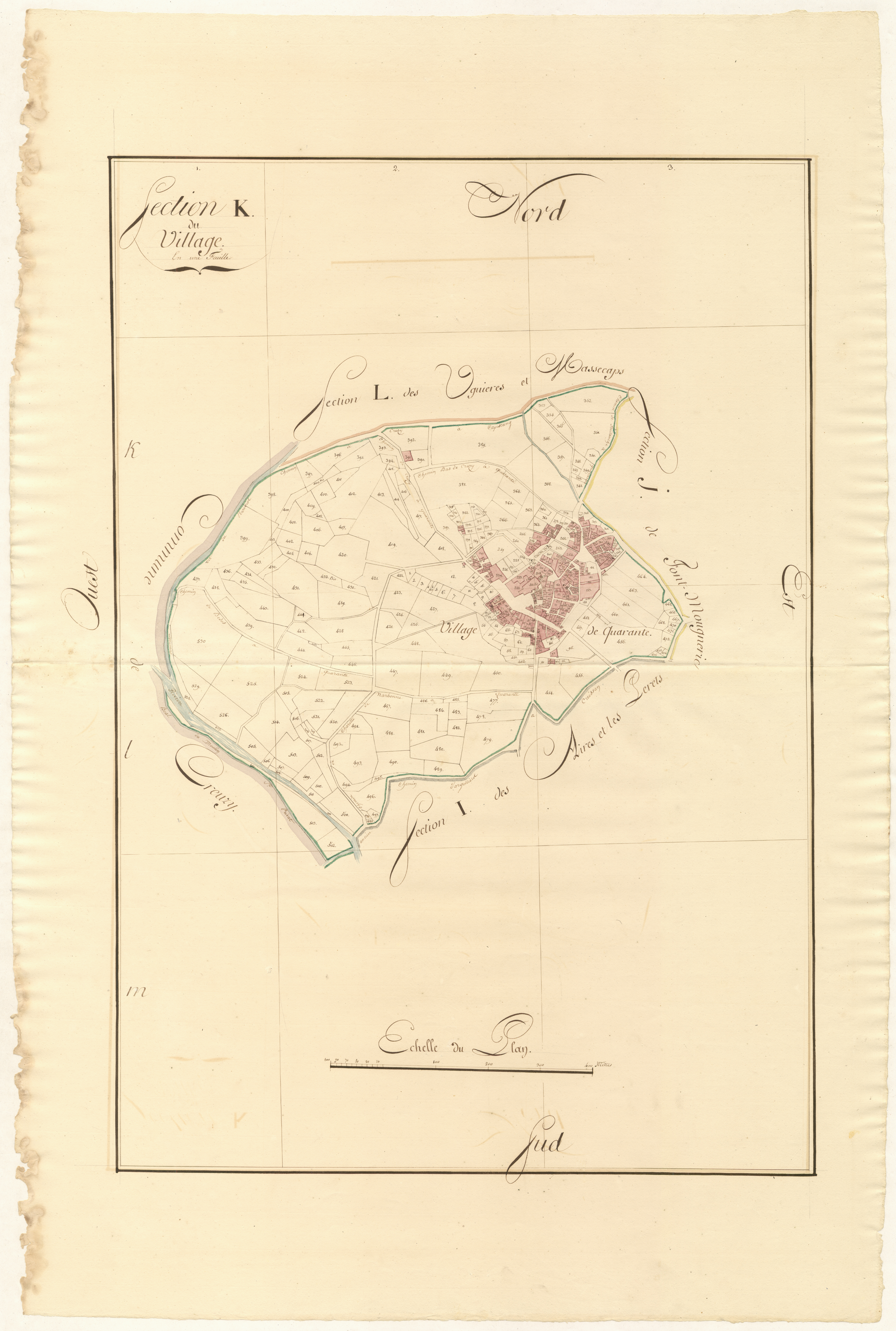
Cadastre napoléonien : section K du Village (1809).

Quarante pour quarante martyrs, probablement différents de ceux de Sébaste[réf. nécessaire].
Frank Hamlin avance deux solutions possibles. Le nom viendrait d'un dérivé prégaulois de la base *car-, de *carento- devenu mot gaulois au sens de « sable ». Suivant l'autre hypothèse, le nom serait un nom d'homme gaulois Carantos, (Caranta selon Ernest Nègre), employé sans suffixe comme nom de domaine.

## Histoire
- 1887 : Construction du château de Roueïre.
- 1898 : Érection de l'éolienne de Bollée, au domaine de Roueïre, inscrite à l'inventaire supplémentaire de Monuments Historiques en 1987.

## Politique et administration

### Municipalité
| Période          | Période          | Identité                       | Étiquette | Qualité                               |
| ---------------- | ---------------- | ------------------------------ | --------- | ------------------------------------- |
| février 1775     | août 1778        | Louis Pagès                    |           |                                       |
| aout 1778        | août 1782        | Espitalié                      |           |                                       |
| aout 1782        | 1786             | Jean-Pierre Thomas Tarbouriech |           | Avocat                                |
| 1786             | 1790             | Joseph Sermet                  |           |                                       |
| 1790             | novembre 1793    | Jean-Pierre Thomas Tarbouriech |           |                                       |
| novembre 1793    | juin 1796        | Jean Cabanes jeune de Fontenge |           |                                       |
| juin 1796        | septembre 1815   | Jean-Pierre Thomas Tarbouriech |           |                                       |
| septembre 1815   | août 1821        | Marie Guillaume Tarbouriech    |           |                                       |
| août 1821        | décembre 1824    | Jean Cabanes de Fontanche      |           |                                       |
| décembre 1824    | mars 1831        | Etienne Espitalié dit Salsot   |           |                                       |
| mars 1831        | août 1837        | Henry Barthez                  |           |                                       |
| août 1837        | août 1848        | Auguste Diennet                |           |                                       |
| août 1848        | août 1870        | Joseph Pupille                 |           |                                       |
| août 1870        | octobre 1870     | André Babeau                   |           |                                       |
| octobre 1870     | 17 novembre 1870 | Jean-Joseph Redon              |           |                                       |
| 17 novembre 1870 | mai 1871         | Antoine Eusèbe Rieux           |           |                                       |
| mai 1871         | février 1875     | Martin Espitalié               |           |                                       |
| février 1875     | janvier 1881     | Gérasime Mouret                |           |                                       |
| janvier 1881     | mai 1884         | Jean Laffon                    |           |                                       |
| mai 1884         | janvier 1887     | Benjamin Espitalier            |           |                                       |
| janvier 1887     | février 1888     | Jean Cals                      |           |                                       |
| février 1888     | mai 1888         | Jean-Baptiste Laffon           |           |                                       |
| mai 1888         | novembre 1889    | Jean-Barnabé Paulet            |           |                                       |
| novembre 1889    | juin 1900        | Alban Vidal                    |           |                                       |
| juin 1900        | septembre 1913   | Jean-Barnabé Paulet            |           |                                       |
| septembre 1913   | décembre 1919    | Louis Dreuil                   |           |                                       |
| décembre 1919    | juin 1930        | Paul Maury                     |           |                                       |
| juin 1930        | juin 1934        | Renaud Fontez                  |           |                                       |
| juin 1934        | avril 1941       | Emile Massac                   |           |                                       |
| avril 1941       | août 1944        | Louis Paulet                   |           |                                       |
| août 1944        | mai 1945         | Emile Massac                   |           | Président de la Commission Municipale |
| mai 1945         | octobre 1947     | Esther Fil                     |           |                                       |
| octobre 1947     | juillet 1950     | Jean Cathala                   |           |                                       |
| juillet 1950     | janvier 1958     | Joseph Vidalenc                |           |                                       |
| janvier 1958     | mars 1971        | Aubert Tarbouriech             |           |                                       |
| mars 1971        | mars 1977        | Etienne Rech                   |           |                                       |
| mars 1977        | mars 1995        | Gabriel Garrigues              | PS        |                                       |
| mars 1995        | En cours         | Gilbert Rivayrand              | SE        | Viticulteur retraité                  |

### Jumelages
- Doische (Belgique).

## Démographie
L'évolution du nombre d'habitants est connue à travers les recensements de la population effectués dans la commune depuis 1793. Pour les communes de moins de 10 000 habitants, une enquête de recensement portant sur toute la population est réalisée tous les cinq ans, les populations de référence des années intermédiaires étant quant à elles estimées par interpolation ou extrapolation. Pour la commune, le premier recensement exhaustif entrant dans le cadre du nouveau dispositif a été réalisé en 2004.

En 2022, la commune comptait 1 788 habitants, en évolution de +1,59 % par rapport à 2016 (Hérault : +7,49 %, France hors Mayotte : +2,11 %).
| 1793  | 1800 | 1806 | 1821  | 1831  | 1836  | 1841  | 1846  | 1851  |
| ----- | ---- | ---- | ----- | ----- | ----- | ----- | ----- | ----- |
| 1 061 | 874  | 993  | 1 093 | 1 109 | 1 256 | 1 266 | 1 302 | 1 285 |

| 1856  | 1861  | 1866  | 1872  | 1876  | 1881  | 1886  | 1891  | 1896  |
| ----- | ----- | ----- | ----- | ----- | ----- | ----- | ----- | ----- |
| 1 251 | 1 426 | 1 573 | 1 593 | 1 772 | 1 999 | 1 872 | 1 961 | 1 998 |

| 1901  | 1906  | 1911  | 1921  | 1926  | 1931  | 1936  | 1946  | 1954  |
| ----- | ----- | ----- | ----- | ----- | ----- | ----- | ----- | ----- |
| 2 208 | 2 036 | 2 287 | 2 289 | 2 218 | 2 215 | 2 168 | 1 848 | 1 794 |

| 1962  | 1968  | 1975  | 1982  | 1990  | 1999  | 2004  | 2006  | 2009  |
| ----- | ----- | ----- | ----- | ----- | ----- | ----- | ----- | ----- |
| 1 818 | 1 644 | 1 460 | 1 441 | 1 509 | 1 449 | 1 481 | 1 524 | 1 583 |

| 2014  | 2019  | 2022  | - | - | - | - | - | - |
| ----- | ----- | ----- | - | - | - | - | - | - |
| 1 723 | 1 796 | 1 788 | - | - | - | - | - | - |

## Vie locale

### Enseignement

#### Enseignement primaire
- Septembre 2006 : Ouverture de la nouvelle école maternelle baptisée « École maternelle de l'Horte ».
- L'école maternelle comprend quatre classes pour trois professeurs, l'école élémentaire cinq classes.

Les enfants du village voisin de Montouliers sont scolarisés à Quarante.

#### Périscolaire
- Garderie CLAE « Au Pays des Lutins», ouverture en septembre 2006.
- Réseau d'assistantes maternelles (à l'initiative de la communauté des communes).

#### Enseignement secondaire
- Depuis septembre 2007, après modification de la carte scolaire, le collège Louis-Cahuzac accueille les enfants de Puisserguier. Les communes rattachées sont : Quarante, Cruzy, Creissan, Montouliers et Puisserguier.
- Après le collège, les élèves sont rattachés au lycée Henri-IV de Béziers, à 23 km. Il y a cinq lycées à Béziers, dont deux privés. Les plus connus sont le lycée Henri-IV et le lycée Jean-Moulin.

### Santé
- 1 médecin généraliste
- 5 kinésithérapeutes
- 1 ostéopathe
- 1 dentiste
- 3 infirmiers
- 1 pharmacie

### Secours
- La caserne de sapeurs-pompiers de Quarante-Cruzy-Montouliers se trouve sur la commune de Cruzy.
- Police municipale en mairie (1 policier municipal).
- Gendarmerie nationale : rattachement à la brigade de Capestang.

### Sports
Football Club Quarante-Cruzy-Montouliers, FC QCM, entente des trois villages. Né sur une terre de rugby dans les années 1980, le club compte aujourd'hui 120 adhérents de 4 à 60 ans, dont une très grande majorité d'enfants. Tous les samedis et dimanches, ils animent en bleu et blanc le stade de Quarante avec bonne humeur et fortunes diverses.
Plusieurs manifestations sont organisées par les bénévoles et les mécènes du village qui soutiennent le club :
- Le Téléthon.
- Le Noël du club.
- Le Loto de Cruzy.
- Les Tournois de Printemps. Pour nos équipes de jeunes, occasion d'une opposition avec des clubs de l'Aude et de l'Hérault.

Club de rugby à XV l'Avenir Bleu et Blanc XV évoluant en Honneur, dans le championnat régional du Languedoc depuis la saison 2011-2012, à la suite de sa relégation sportive. Depuis quelques années, le club alterne entre Honneur régional et championnat de France de 3e division fédérale.
Ce club est issu de la fusion entre l'A.S. Quarante, l'A.S Capestang et l'U.S. Puisserguier en 2005. Depuis la saison 1998-1999 le club était l'AS Capestang-Quarante, fusion entre Capestang et Quarante à la suite des problèmes rencontrés par les deux clubs en matière d'effectif.
Avant cela, existait l'Association Sportive de Quarante dont le palmarès est le suivant (à compléter) :
- Champion du Languedoc et de France 1991 en Promotion d'Honneur
- Vice-champion de France 3e série en 1965
- Vice-champion de France 4e série en 1986
- Champion de France 4e série en 1962

Tennis Club Quarantais.
Un terrain en béton poreux permet aux adhérents de pratiquer leur sport favori.

## Économie

### Revenus
En 2018, la commune compte 756 ménages fiscaux, regroupant 1 736 personnes. La médiane du revenu disponible par unité de consommation est de 18 970 € (20 330 € dans le département).

### Emploi
|                | 2008   | 2013   | 2018   |
| -------------- | ------ | ------ | ------ |
| Commune        | 9,3 %  | 15,5 % | 11,4 % |
| Département    | 10,1 % | 11,9 % | 12 %   |
| France entière | 8,3 %  | 10 %   | 10 %   |

En 2018, la population âgée de 15 à 64 ans s'élève à 1 012 personnes, parmi lesquelles on compte 72,3 % d'actifs (60,9 % ayant un emploi et 11,4 % de chômeurs) et 27,7 % d'inactifs,. Depuis 2008, le taux de chômage communal (au sens du recensement) des 15-64 ans est inférieur à celui du département, mais supérieur à celui de la France.
La commune fait partie de la couronne de l'aire d'attraction de Béziers, du fait qu'au moins 15 % des actifs travaillent dans le pôle,. Elle compte 392 emplois en 2018, contre 376 en 2013 et 358 en 2008. Le nombre d'actifs ayant un emploi résidant dans la commune est de 632, soit un indicateur de concentration d'emploi de 62 % et un taux d'activité parmi les 15 ans ou plus de 51,8 %.
Sur ces 632 actifs de 15 ans ou plus ayant un emploi, 221 travaillent dans la commune, soit 35 % des habitants. Pour se rendre au travail, 84,3 % des habitants utilisent un véhicule personnel ou de fonction à quatre roues, 2,2 % les transports en commun, 6,5 % s'y rendent en deux-roues, à vélo ou à pied et 7,1 % n'ont pas besoin de transport (travail au domicile).

### Activités hors agriculture

#### Secteurs d'activités
151 établissements sont implantés  à Quarante au 31 décembre 2019. Le tableau ci-dessous en détaille le nombre par secteur d'activité et compare les ratios avec ceux du département,.
| Secteur d'activité                                                                                        | Commune | Commune | Département |
| Secteur d'activité                                                                                        | Nombre  | %       | %           |
| --- | ------- | ------- | ----------- |
| Ensemble                                                                                                  | 151     |         |             |
| Industrie manufacturière, industries extractives et autres                                                | 16      | 10,6 %  | (6,7 %)     |
| Construction                                                                                              | 26      | 17,2 %  | (14,1 %)    |
| Commerce de gros et de détail, transports, hébergement et restauration                                    | 33      | 21,9 %  | (28 %)      |
| Information et communication                                                                              | 6       | 4 %     | (3,3 %)     |
| Activités immobilières                                                                                    | 11      | 7,3 %   | (5,3 %)     |
| Activités spécialisées, scientifiques et techniques et activités de services administratifs et de soutien | 14      | 9,3 %   | (17,1 %)    |
| Administration publique, enseignement, santé humaine et action sociale                                    | 25      | 16,6 %  | (14,2 %)    |
| Autres activités de services                                                                              | 20      | 13,2 %  | (8,1 %)     |

Le secteur du commerce de gros et de détail, des transports, de l'hébergement et de la restauration est prépondérant sur la commune puisqu'il représente 21,9 % du nombre total d'établissements de la commune (33 sur les 151 entreprises implantées  à Quarante), contre 28 % au niveau départemental.

#### Entreprises et commerces
Les cinq entreprises ayant leur siège social sur le territoire communal qui génèrent le plus de chiffre d'affaires en 2020 sont : 
- Boutique Kalidou, vente à distance sur catalogue spécialisé (1 608 k€)
- Les Vignerons De Schistes, commerce de gros (commerce interentreprises) de boissons (1 295 k€)
- SARL Monthule Billoux Palettes - SMBP, commerce de gros (commerce interentreprises) de bois et de matériaux de construction (732 k€)
- J'm'occupe Du Pain, boulangerie et boulangerie-pâtisserie (272 k€)
- CJD, commerce de gros (commerce interentreprises) de fournitures et équipements divers pour le commerce et les services (65 k€)

### Agriculture
La commune est dans le « Soubergues », une petite région agricole occupant le nord-est du département de l'Hérault. En 2020, l'orientation technico-économique de l'agriculture  sur la commune est la viticulture.
|               | 1988  | 2000  | 2010  | 2020  |
| ------------- | ----- | ----- | ----- | ----- |
| Exploitations | 217   | 164   | 85    | 86    |
| SAU (ha)      | 1 511 | 1 425 | 1 019 | 1 330 |

Le nombre d'exploitations agricoles en activité et ayant leur siège dans la commune est passé de 217 lors du recensement agricole de 1988  à 164 en 2000 puis à 85 en 2010 et enfin à 86 en 2020, soit une baisse de 60 % en 32 ans. Le même mouvement est observé à l'échelle du département qui a perdu pendant cette période 67 % de ses exploitations,. La surface agricole utilisée sur la commune a également diminué, passant de 1511 ha en 1988 à 1330 ha en 2020. Parallèlement la surface agricole utilisée moyenne par exploitation a augmenté, passant de 7 à 15 ha.

## Culture locale et patrimoine

### Lieux et monuments

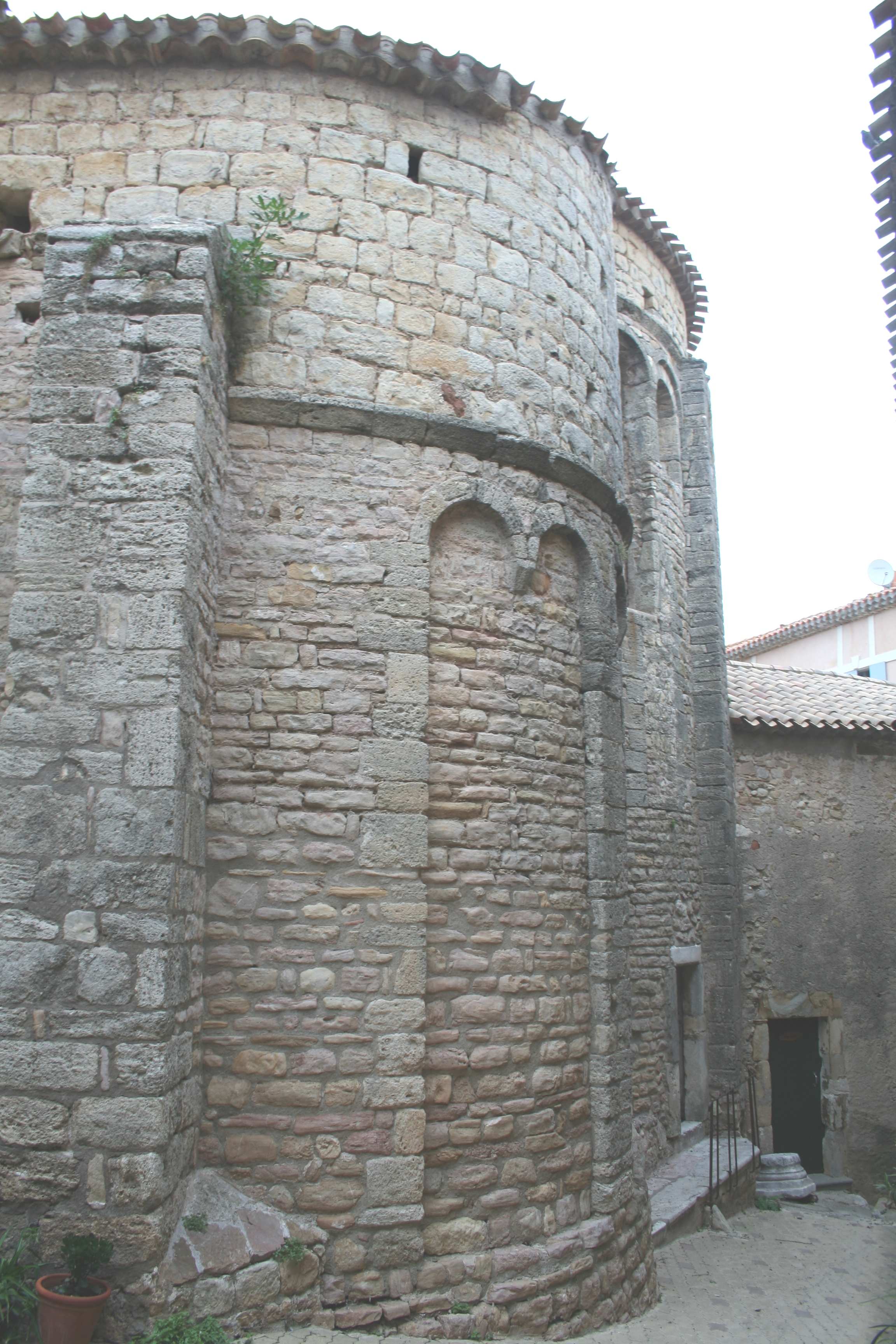
Chevet de l'église Sainte-Marie

- L’église Sainte-Marie de Quarante, abbatiale du XIe siècle. Vue sur le Minervois. L'édifice a été classé au titre des monuments historiques en 1907[34].
- Chapelle Saint-Jean de Quarante.
- Chapelle Saint-Barthélemy de Saliès.
- Les anciennes fortifications du vieux village.
- La croix de la Maladie
- La croix du Peyral
- Le château de Roueïre a été construit en 1887, pendant la période faste de la viticulture dans le Biterrois, par la famille d'Andoque de Sériège ; auparavant, le domaine de Roueïre appartenait aux Tarboriech, anciennement implantés à Quarante et la transmission parait s'être effectuée à l'occasion d'une alliance des deux familles. L’éolienne Bollée a été érigée au château de Roueïre en 1898.
- Le domaine de l'Étang Fages, dont un vin, le merlot 2001 (VDP Hérault), a obtenu une médaille d'or au Concours National des Vignerons Indépendants 2003 qui a eu lieu à Nuits-Saint-Georges. À ce moment-là, le domaine était la propriété de la famille Pallares qui en a vendu une partie en 2008.
- Le château de Saliès, berceau de la famille Viennet, actuellement propriété de la famille Gombert et domaine viticole

### Personnalités liées à la commune
- Louis Cahuzac (1880-1960), clarinettiste, chef d'orchestre international. Le collège de Quarante porte son nom.
- Robert Fauré (1931-2013), artiste peintre.
- Jean-Marie Petit (1941), écrivain de langue occitane.

### Héraldique
"Quarante"
de vair à la fasce d'or fuselée de sinople